# Almighty Fire
Almighty Fire – album muzyczny Arethy Franklin z 1978 roku wydany przez Atlantic Records.

## Lista utworów

### Strona A
| 1. | Almighty Fire (Woman of the Future) | 4:36  |
|    |                                     |       |
| 2. | Lady, Lady                          | 2:45  |
|    |                                     |       |
| 3. | More Than Just a Joy                | 3:03  |
|    |                                     |       |
| 4. | Keep On Loving You                  | 3:12  |
|    |                                     |       |
| 5. | I Needed You Baby                   | 4:38  |
|    |                                     |       |
|    |                                     | 18:14 |
|    |                                     |       |

### Strona B
| 1. | Close to You           | 4:22  |
|    |                        |       |
| 2. | No Matter Who You Love | 4:01  |
|    |                        |       |
| 3. | This You Can Believe   | 4:46  |
|    |                        |       |
| 4. | I'm Your Speed         | 3:40  |
|    |                        |       |
|    |                        | 16:49 |
|    |                        |       |

## Twórcy
- Aretha Franklin - wokal
- Curtis Mayfield - producent, gitara prowadząca
- Rich Tufo - keyboard, aranżer
- Gary Thompson - gitara rytmiczna
- Joseph Scott - gitara basowa
- Donnell Hagan - perkusja
- Henry "Master" Gibson - konga
- Alfonzo Surrett - chórki
- Mattie Butlet - chórki
- Ricki Linton - chórki
- Denese Heard and "The Jones Girls" - chórki